# Manuel Contreras Molina
Manuel Contreras Molina (Montejícar, Granada, 21 de marzo de 1847 - Granada, 1912) fue un médico y empresario agrícola y de la electricidad español.

## Biografía
Sus padres fueron Manuel Contreras Jiménez y Concepción Molina Sánchez, medianos propietarios de fincas rústicas en la provincia de Granada. Estudió medicina en la Universidad de Granada y ejerció dos años en Cuevas de Almanzora (Almería). Allí se casó con María Teresa Soler Ayas, hija de propietarios de explotaciones de mineras de plata. 

Regresa a su pueblo de Montejícar (Granada) y procede a la compra de varias parcelas para constituir la explotación agrícola Triana. Introduce mejoras en regadíos, aplica abonos y dota de aperos en las fincas agrícolas que va adquiriendo, logrando notables rendimientos. 

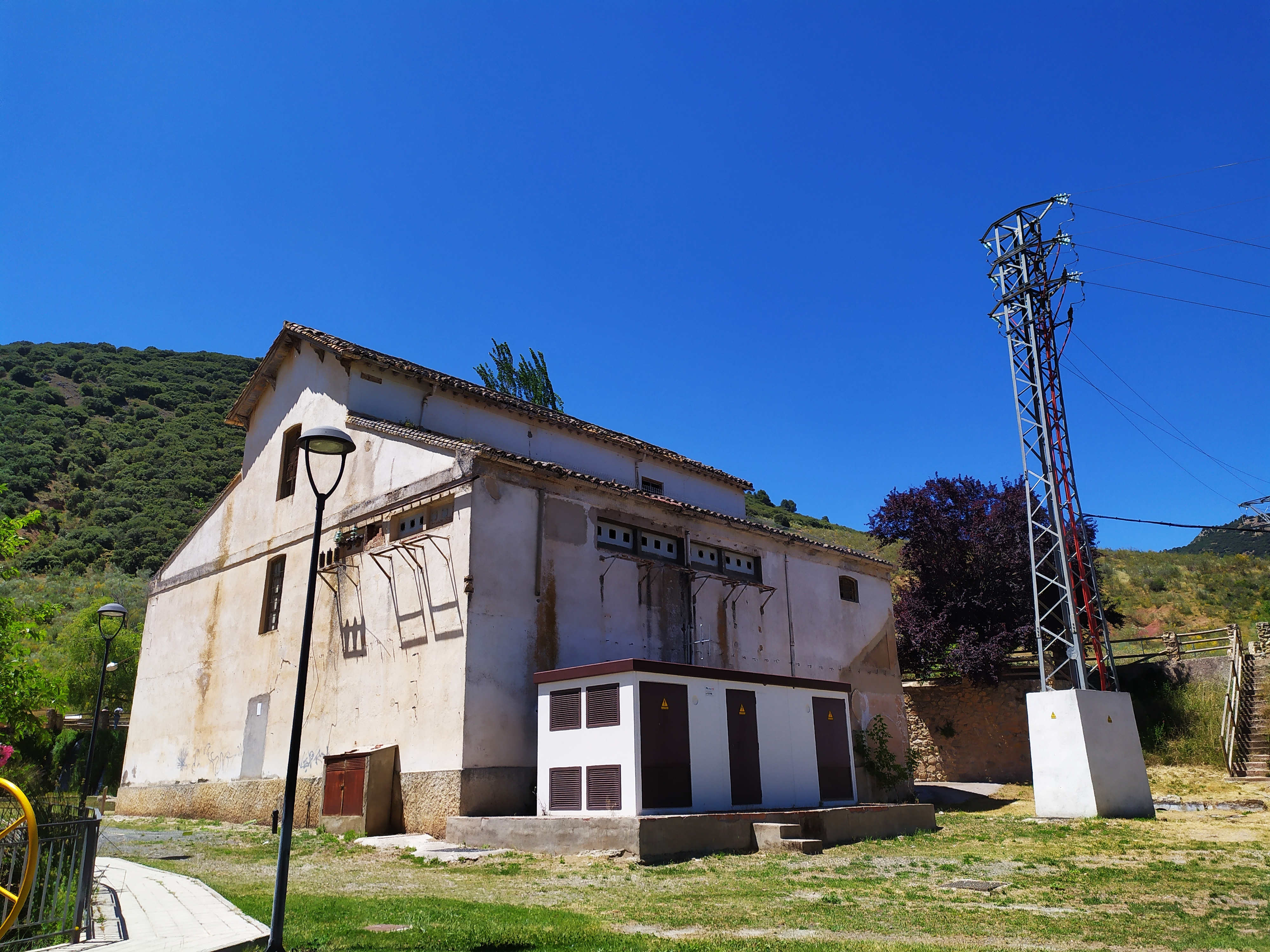
Hidroeléctrica San Manuel en Arbuniel

Tras visitar otras poblaciones de España donde ya se realizaba la producción de electricidad se decide a producir electricidad en una moderna central hidroeléctrica San Manuel junto al molino harinero Nacimiento en el curso alto del río Arbuniel, en el vecino Cambil. Lo financia la sociedad "Compañía Contreras Molina Sánchez Mendo" junto con Diego Sánchez Mendo, concejal de Granada y socio de la central eléctrica Vega de Granada en Monachil.
Para el transporte de las turbinas y la maquinaria de la fábrica impulsa la mejora de las carreteras desde la estación de Pedro Martínez a Montejícar, anteriormente con caminos de herradura.
En 1898 electrifica el molino de pan "San Manuel" de Montejícar.
En 1901 Montejícar cuenta con alumbrado público desde la central eléctrica de Arbuniel. Con la instalación de líneas de alta tensión da servicio de alumbrado público a Cambil, Cárchel, Carchelejo, Huelma y Campillo de Arenas.

## Reconocimientos
Hijo preclaro de Montejícar en 1902.